# Teofilakt (metropolita kijowski)
Teofilakt (zm. 1018(?)) – metropolita kijowski w latach 988–1018.

## Życiorys
Był z pochodzenia Grekiem. Zdaniem Antoniego Mironowicza był pierwszym hierarchą prawosławnym rezydującym na stałe w Kijowie z tytułem metropolity kijowskiego, zastąpił działającego wcześniej na Rusi Kijowskiej biskupa misyjnego. Przed skierowaniem do Kijowa obejmował katedrę Sebasty. Katedrę kijowską objął w 988 (najpóźniej w 989). O jego działalności nie zachowały się bliższe dane.
W kronikach ruskich jeszcze u schyłku X wieku jako poprzednik Teofilakta wymieniany jest metropolita Michał. Antoni Mironowicz uważa jednak, iż relacje te nie są wiarygodne. Zarówno ten autor, jak i Natalia Jakowenko wskazują rok 1018 jako moment przybycia do Kijowa nowego hierarchy (metropolity Jana), co wskazywałoby na śmierć metropolity Teofilakta.